# Passage du Gois
Le Passage du Gois hay Le Passage du Gôa là một con đường chìm, có chiều dài 4,125 km ở vịnh Bourgneuf, nối đảo Noirmoutier với đất liền trong địa phận của xã Beauvoir-sur-Mer, tỉnh Vendée, Pháp. Hai lần trong một ngày, vào khoảng từ 1 đến 2 giờ, khi thủy triều rút xuống, đường Passage du Gois sẽ xuất hiện cho các phương tiện lưu thông. Vào các khoảng thời gian còn lại, con đường bị ngập chìm sâu trong nước biển từ 1.3m đến 4 m và khi đó, các phương tiện giao thông đường bộ đều không thể đi qua được.
Kể từ năm 1971, cây cầu Noirmoutier đã được đưa vào sử dụng để kết nối đảo với đất liền. Cây cầu đã thay thế và kết thúc sứ mạng đặc biệt của đường Le Passage de Gois. Tuy nhiên cho đến nay, Le Passage de Gois vẫn là một điểm du lịch thú vị được nhiều du khách quan tâm và ghé đến khi đến tham quan vịnh Bourgneuf, Pháp.

## Lịch sử
Con đường Passage du Gois lần đầu tiên được ghi tên trong bản đồ thế giới vào năm 1701, đó là một con đường tự nhiên nối đảo Noirmoutier với đất liền thuộc địa phận Vendée, Pháp. Theo các thông tin lịch sử thì xe hơi và xe ngựa được phép đi trên con đường từ khoảng những năm 1840. 

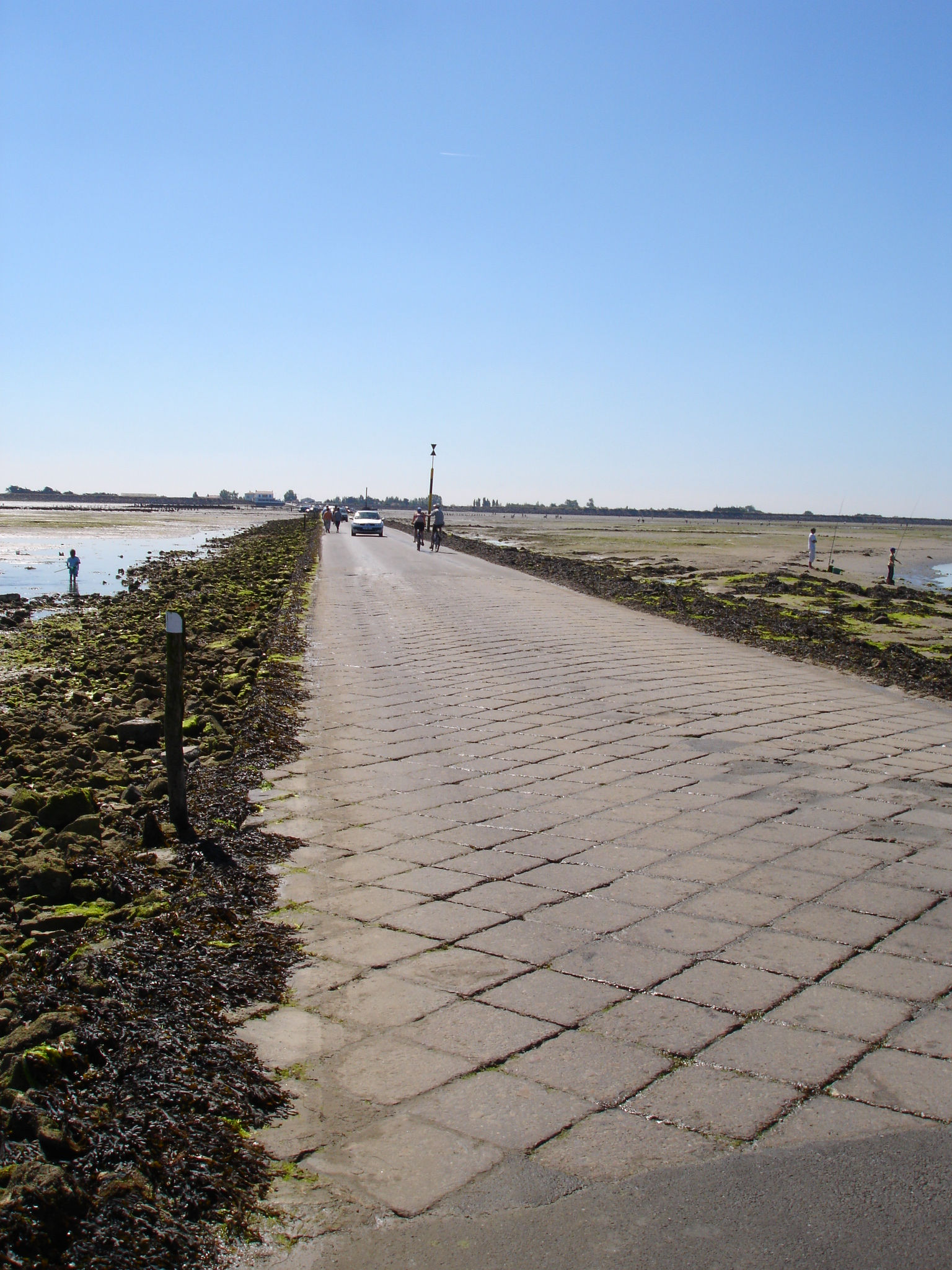
Mặt đường của The Passage du Gois được thiết kế đặc biệt để chống trơn trượt

Đường Passage du Gois có vẻ bên ngoài khi mới nhìn khá bình thường như những con đường khác nhưng đây lại là một con đường nguy hiểm. Do thường xuyên bị nước biển nhấn chìm sâu dưới mực nước khoảng 1,5 đến 4m nên đường rất trơn. Các tấm bảng đặc biệt được treo dọc theo hai bên đường để cảnh báo cho người đi đường về tình trạng ngập nước của nó. Tuy vậy, vẫn có hàng nghìn du khách thích mạo hiểm nên thường bị mắc kẹt giữa đường do mực nước thủy triều đột ngột dâng cao. Để khắc phục điều này, nhà chức trách đã xây các tháp cứu hộ cao nằm dọc hai bên đường. Các du khách bị mắc kẹt có thể tạm thời đợi chờ được cứu hoặc ở đó cho đến khi nước thủy triều rút xuống để đi và tiếp tục cho hết hành trình thám hiểm con đường thú vị này.
Sau này khi chính quyền xây một cây cầu kết nối đảo Noirmoutier với đất liền, hầu như mọi người đều chuyển sang đi bằng con đường có cây cầu vì thuận tiện hơn. Tuy nhiên Passage du Gois vẫn được giữ lại và trở thành điểm du lịch thú vị đối với du khách. Passage du Gois nhiều lần nằm trong hành trình của giải đua xe đạp nổi tiếng nhất thế giới Tour de France.
Trước đây, Passage du Gois từng là một phần của quốc lộ 148 cũ, nối Noirmoutier với Limoges, ngày nay là tỉnh lộ 948.

## Ảnh hưởng trong văn hóa
Con đường Passage du Gois là nguồn cảm hứng cho Pas-du-Malin thực hiện bộ phim hoạt hình Gil Jourdan de Maurice Tillieux..
Năm 1980, Passage du Gois xuất hiện trong trong album Le Ponton của François Bourgeon..

### Du lịch
Nhờ có Gois, nền công nghiệp không khói tại vùng này rất phát triển. Con đường độc đạo này đưa du khách thăm thú đảo Noirmoutier. Những khi thủy triều xuống, con đường cũng thu hút nhiều dân đánh cá thập phương.

### Thể thao

#### Tour de France
Năm 1999 Passage du Gois được lựa chọn là một phần của chặng 2 giải đua xe đạp Tour de France. Con đường đã có ảnh hưởng đến cuộc đua khi một vụ ngã tại đây do trơn trượt, tạo ra một khoảng cách 6 phút trong đoàn đua, dập tắt hi vọng của nhiều ứng cử viên như Alex Zülle, người về nhì chung cuộc, kém 7 phút so với nhà vô địch Lance Armstrong.
Passage du Gois được lựa chọn vào hành trình Tour de France hai lần nữa vào các năm 2005 (chặng 1) và 2011, là điểm xuất phát của cả cuộc đua. Năm 2018 con đường sẽ lại là chặng khởi đầu của cuộc đua xe đạp này

#### Chạy bộ
Một cuộc thi chạy có tên Les Foulées du Gois được tổ chức thường niên kể từ 20 tháng 6 năm 1987. Tín hiệu xuất phát được đưa ra khi nước bắt đầu dâng lên mặt đường. Một số người tham gia về đích khi nước đã ngập đến đầu gối.

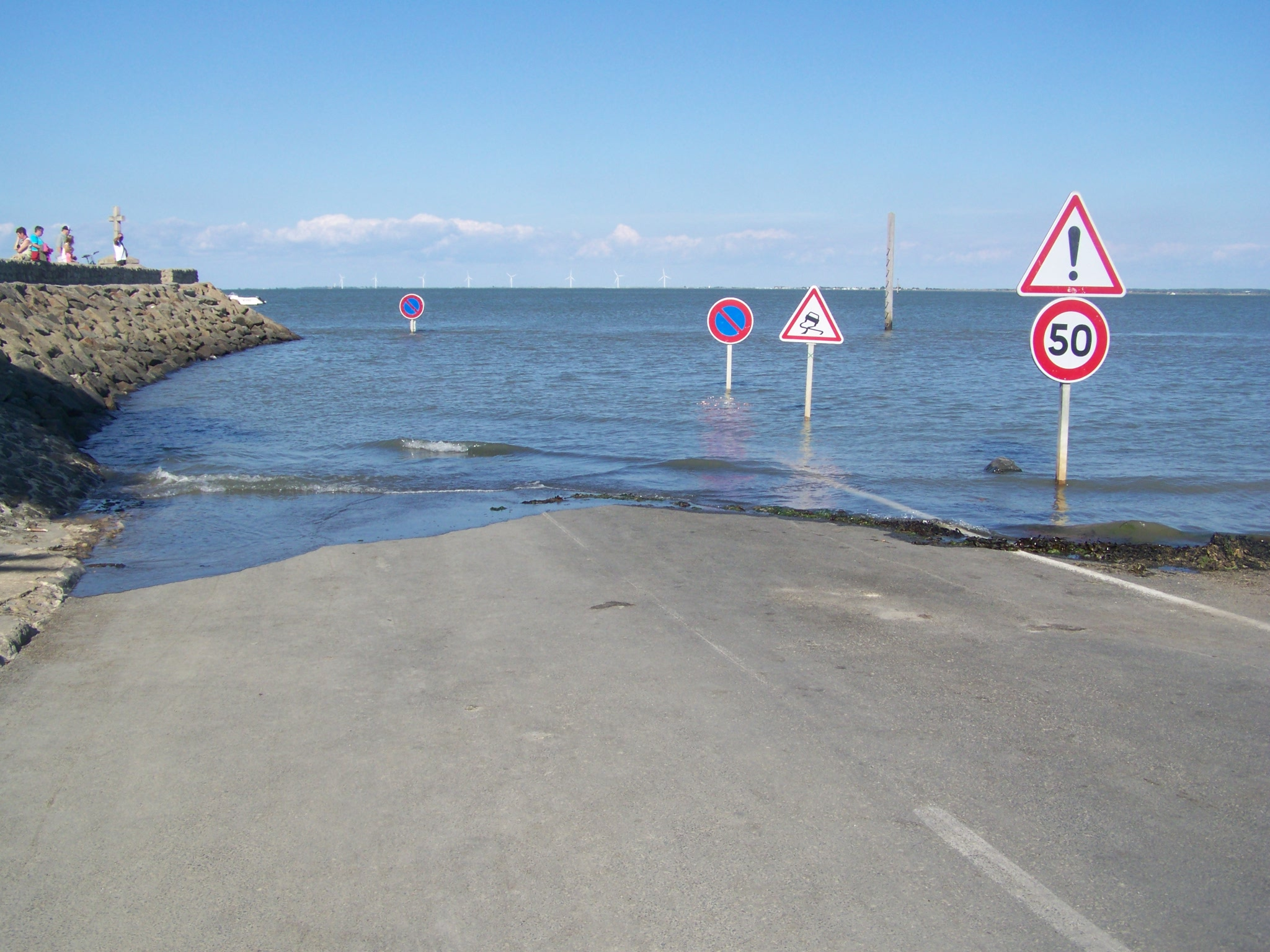
Nhiều loại biển báo được gắn hai bên đường để cảnh báo cho người lưu thông
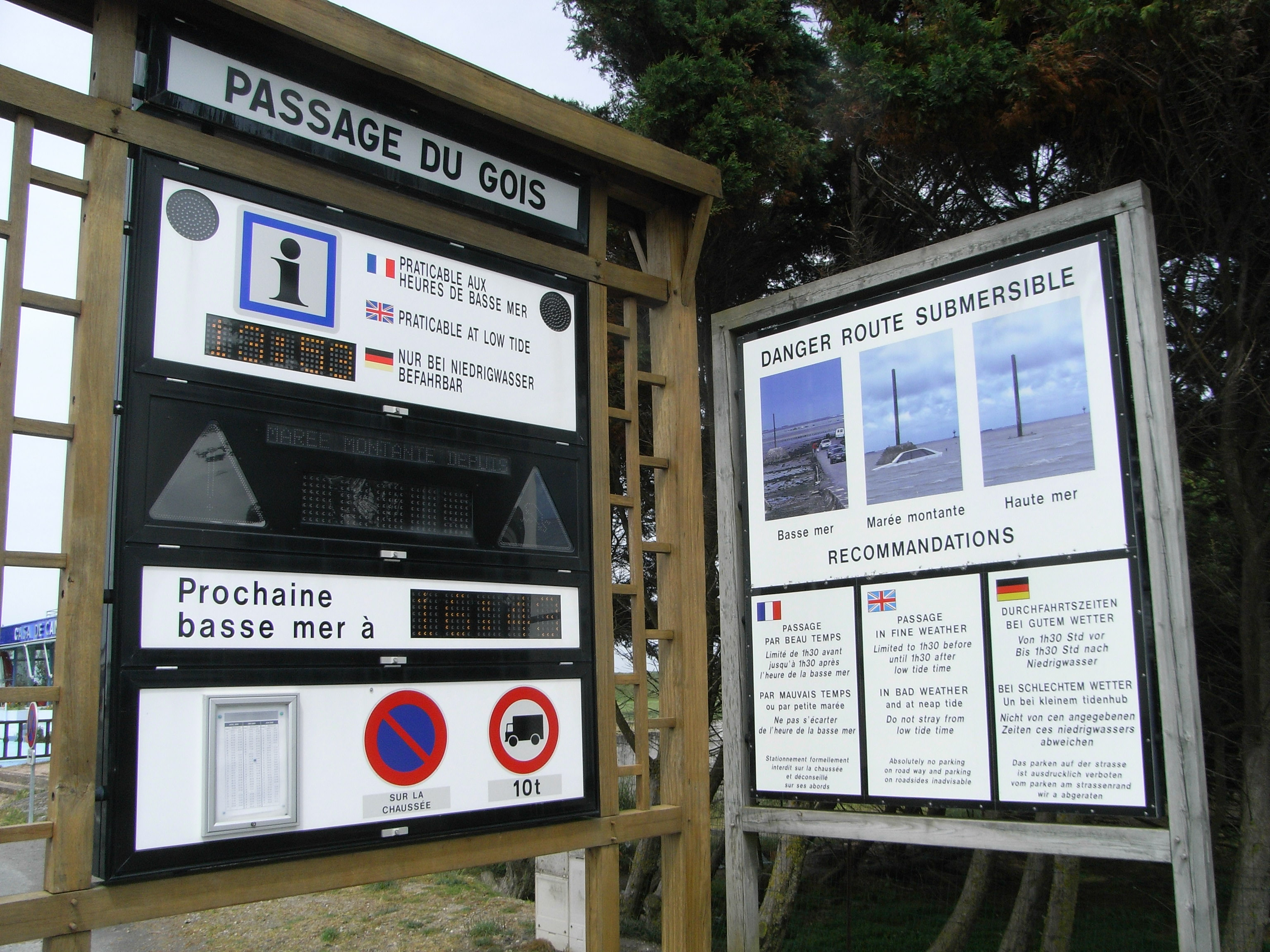
Các biển báo để hướng dẫn người tham gia giao thông
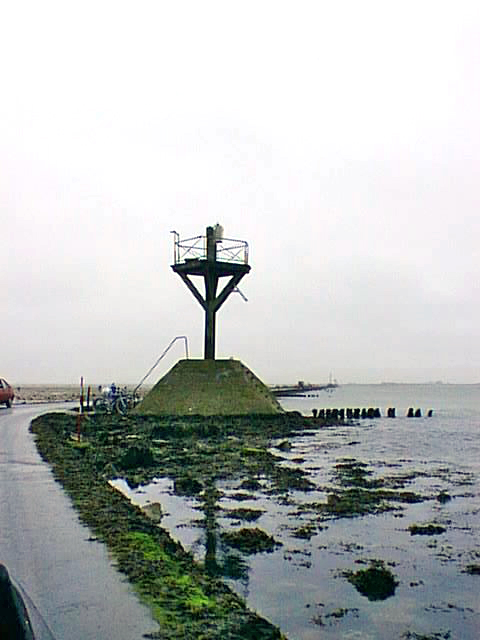
Các cột cao giúp khách lữ hành nếu muốn quan sát con đường khi thủy triều lên xuống hoặc là chỗ trú chân tạm nếu lỡ đường
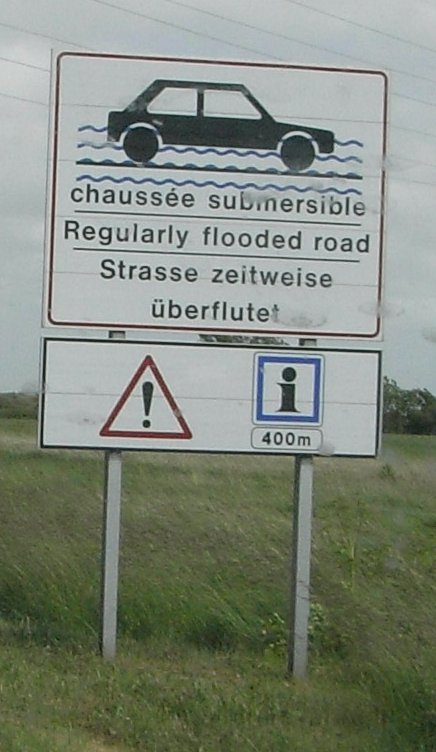
Một biển cảnh báo cho du khách